# Grób Nieznanego Żołnierza w Kijowie
Grób Nieznanego Żołnierza w Kijowie (ukr. Могила невідомого солдата) – grób nieznanego żołnierza znajdujący się w Kijowie, poświęcony żołnierzom Armii Czerwonej poległym podczas II wojny światowej.

## Opis
Pomnik Zlokalizowany jest na terenie Memoriału Wiecznej Chwały (ukr. Меморіал Вічної Слави) w Parku Wiecznej Chwały. Pomnik stanowi 27-metrowy obelisk, przy którym płonie wieczny ogień. Do grobu prowadzi Aleja Poległych Bohaterów.

## Historia
Grób został odsłonięty 6 listopada 1957, w przeddzień 40. rocznicy rewolucji październikowej.
Pomnik był odwiedzany przez międzynarodowych przywódców, takich jak prezydent Stanów Zjednoczonych Richard Nixon, prezydent Azerbejdżanu İlham Əliyev, premier Litwy Algirdas Butkevičius, prezydent Białorusi Aleksandr Łukaszenka, premier Turcji Recep Tayyip Erdoğan czy prezydent Polski Andrzej Duda. Zgodnie z protokołem dyplomatycznym ukraińskiego Ministerstwa Spraw Zagranicznych, składanie wieńców przy Grobie Nieznanego Żołnierza stanowi element oficjalnych wizyt państwowych. Rząd Wielkiej Brytanii corocznie organizuje tu uroczystości z okazji Dnia Pamięci.